# Orthrus
Orthrus là một chi nhện trong họ Salticidae.